# Йёргенсен, Йенс Йоханнес
Йенс Йоханнес Йёргенсен (дат. Jens Johannes Jørgensen; 6 ноября 1866, Свеннборг — 29 мая 1956) — датский писатель, поэт и публицист.

## Биография
Родился на датском острове Фюн. Обучался в Копенгагенском университете. В студенческие годы увлекался теософией. В начале своей творческой деятельности испытал сильное влияние Георга Брандеса и российских нигилистов, проповедовавших о «развеянии мрака христианства».
Познакомился с литературным творчеством натуралистов, символистов и мистиков, таких как, Жориса-Карла Гюисманса , Морис Метерлинк и другие.
Работал в качестве журналиста в радикальных и социал-демократических газетах, затем некоторое время издавал журнал «Башня», объединявший небольшую группу датских писателей, эпигонов французского символизма, позднее — сотрудник консервативной прессы; позже стал деятельным сторонником католицизма. Порвал с Георгом Брандесом и его школой, что позже стало причиной его гибели.

## Творчество
Первый сборник стихов вышел в 1887. Стал популярен как автор лирических стихов (1887—1892).
Позже перешел к символизму, напечатал ряд теоретических работ в газете «Taarnet» (1893—1895), позже с 1895 с фанатической ненавистью отмежевался от своих прежних воззрений. Все его творчество последнего периода проникнуто реакционно-католическими тенденциями.
Широко известен своими биографиями католических святых. Духом приверженности католицизму наполнены произведения Йёргенсена в стихах «Признание» (1894), «Поэзии» (1898); «Из глубины» (1909); «Бьющий источник» (1920), а также повести «Судный день» (1897), «Ева» (1901), «Святой огонь» (1902).
Положительные отзывы встретили его военные повести «Klokke Roland» (1915) и «Лев Фландрии» (1919).
Публицистика писателя также содержит дух католицизма («Beuron» (1896); «Ложь и правда жизни» (1896).
В 1919 напечатал автобиографическую книгу «Mit livs legende»

## Избранные произведения
- A stranger (новелла, 1890),
- Moods (поэма, 1892),
- Summer (новелла, 1892),
- Confession (поэма, 1894),
- Homesickness — (новелла, 1894),
- Pilgrim book (1903),
- Святой Франциск Ассизский (Биография, 1907),
- Избранные письма (1915, в 7 томах),
- Min Livslegende (1928),
- Alver nerb jaerget (1920),
- Italiensk (1922),
- Don Bosco (1929),
- Som en Kaerte (1931).